# Antonio Banchieri
Antonio Banchieri (Pistoia, 19 maggio 1667 – Roma, 16 settembre 1733) è stato un cardinale italiano.

## Biografia
Nato a Pistoia il 19 maggio 1667. Apparteneva alla nobile famiglia Banchieri ed era figlio di Niccolò, gonfaloniere di Pistoia e cavaliere di Santo Stefano, e di donna Caterina Rospigliosi, e fratello di Pietro Banchieri (il "Bambino Rospigliosi" del celebre ciclo pittorico) e Maria Vittoria Banchieri. Per parte di madre, egli era pronipote di papa Clemente IX, nonché nipote dei cardinali Giacomo Rospigliosi e Felice Rospigliosi.
Iniziati i propri studi al Convitto Tolomei di Siena nel 1679, si recò successivamente a Roma dove compì i propri studi al Seminario Romano ottenendo il 10 luglio 1692 il dottorato in utroque iure.
Durante il pontificato di Innocenzo XII venne nominato protonorato apostolico partecipante (27 giugno 1692) per poi divenire referendario del tribunale della Segnatura Apostolica (16 luglio 1692 sino al 1725). Relatore della Sacra Congregazione della Sacra Consulta, divenne consultore della Sacra congregazione dei Riti. Fu reggente segretario della Sacra Congregazione della Propaganda Fide in assenza del segretario Agostino Fabroni dal luglio del 1702, fu avvocato concistoriale e vice-legato ad Avignone dal 23 dicembre 1702 sino all'8 agosto 1706. Nel 1706 il papa era intenzionato a nominarlo nunzio apostolico in Francia ma Banchieri rinunciò ufficialmente (non intenzionato ad essere ordinato sacerdote, carica richiesta per ricoprire questo incarico). Nominato quindi segretario per la Sacra Congregazione della Propaganda Fide dal maggio del 1706, divenne assessore della Suprema Sacra congregazione della Romana e Universale Inquisizione dall'agosto del 1707. Segretario della sacra Congregazione della Sacra consulta dal 3 ottobre 1712 fu in carica sino al 1724. Membro della Congregazione Speciale che discusse sulle "Riflessioni morali sul Nuovo Testamento" del giansenista Pasquier Quesnel, fu governatore di Roma e vice-camerlengo di Santa Romana Chiesa dal 30 settembre 1724 al 30 aprile 1728.
Creato cardinale e riservato in pectore nel concistoro del 9 dicembre 1726 venne pubblicato nel concistoro del 30 aprile 1728 ricevendo il 10 maggio di quello stesso anno la berretta cardinalizia e il titolo di San Nicola in Carcere. Partecipò quindi al conclave del 1730, durante il quale fu uno dei "papabii" (con forte sponsorship dello zio Principe Giovanni Battista Rospigliosi Pallavicini, che desiderava un altro pontefice in famiglia). Il coclave elesse però a pontefice papa Clemente XII il quale lo nominò poi Segretario di Stato e prefetto della Sacra Congregazione della Sacra Consulta dal 15 luglio 1730 sino alla sua morte. Nel 1730, egli divenne membro della Congregazione "De nonnullis" nella quale si scontrò col cardinale Niccolò Coscia. Prefetto sella Santa Casa di Loreto, della città di Fermo e del Contado Venassino. Sulla fine di luglio del 1733 venne colpito da un colpo apoplettico. Dopo un periodo critico, si riprese, ma venne costretto al ritiro nella sua casa di Pistoia il 29 agosto di quell'anno, ove morì due settimane più tardi.
Antonio Banchieri morì il 16 settembre 1733 alle 19.39 a Pistoia. La sua salma venne esposta alla pubblica venerazione e poi sepolta nella chiesa del Santissimo Nome di Gesù di Pistoia.

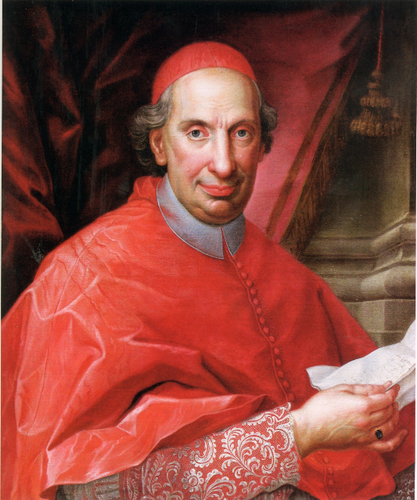
Ritratto del cardinale Antonio Banchieri di Agostino Masucci
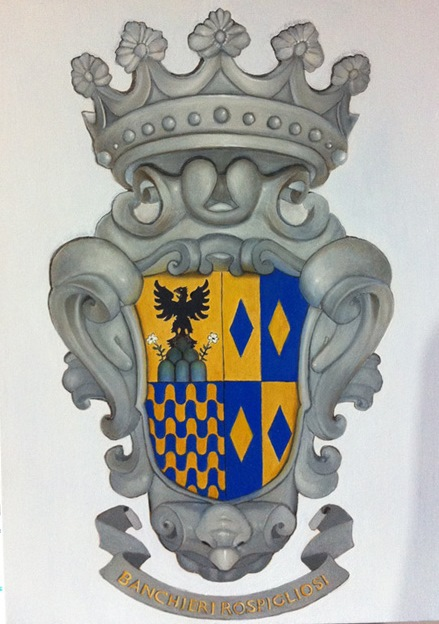
Stemma Banchieri Rospigliosi